# 向宗良
向宗良，字景弼，怀州河内县（今河南省沁阳市）人，北宋外戚。宋神宗向皇后的兄弟。
他是向敏中曾孙，向经之子，历任秀州刺史、利州觀察使、昭信军留后，奉国军节度使、清海军节度使、鎮東軍節度使、武宁军节度使、宁海军节度使，永嘉郡王，开府仪同三司。钦圣皇后临朝时，向宗良被陈瓘参奏他和与蔡京相勾结。参预政事，也能恭谨自守。宣和年间，去世，六十六岁去世，赠少保。